# 劇団裏長屋マンションズ
裏長屋マンションズ（うらながやまんしょんず）は日本の劇団。
2002年、山田洋次監督作品をはじめ映画・映像の分野で活動を続けてきた俳優 赤塚真人らを中心に結成された劇団TA2が前身。以後、都内の小劇場を中心に人情喜劇の分野で上演を続け、2007年の組織変更にともない、赤塚真人を座長とする劇団「裏長屋マンションズ」として新結成された演劇集団である。

## 俳優
- 赤塚真人 - 座長。作・演出を手掛ける。
- 青木英美 - 2007年より参加。座長とは東宝青春学園シリーズ（日本テレビ・東宝）でも共演。
- 峠乃参太郎 - 2014年より準劇団員として参加2015年正式入団。日本ナレーション演技研究所出身。
- サムライ長次郎 - 2018年正式入団。代々木アニメーション学院、劇団青杜出身。

## 出演経歴のある俳優
- 梅田智子 - 東宝ニュータレント8期生として東宝へ入社。1968年に座長赤塚真人とともに『でっかい青春』の生徒役としてデビュー。1970年の『金メダルへのターン!』では青木ひでみとも共演。2009年の舞台『二丁目の奇跡』で初参加となる。
- 水沢有美 - 作家・作詞家の小沢不二夫の長女として生まれる。1966年にテレビドラマ『青春とはなんだ』の高校生役として俳優デビュー。舞台「8・12〜絆〜」出演。
- 本村健太郎 - 俳優・弁護士としても活動。劇団TA2公演『私は悪くない』『8・12』等に出演。
- 石橋篤史 - 舞台『8・12』では、123便に搭乗する青年役。
- 葉桐あかね - 2004年より参加。2008年退団。
- 金田アキ - 声優として活動。旧名：金田 晶代（かなだ あきよ）
- 大道芸人おじゃるず - 4人組の大道芸人。OCN TV-CM（2008年）で相武紗季、劇団員 白仁裕介と共演。「裏マン寄席 其の二」にゲスト出演。
- 三豚隊 - お笑いダンスユニット。体重150kg越えというトリオとして活動。「裏マン寄席 其の二」にゲスト出演。
- 真延心得 - 関西の劇団天八を経て参加。
- 天野きょうじ - 映画『黒帯』（長崎俊一監督）など映像でも活躍。
- 白仁裕介 - 2007年より参加。石井克人作品など映画・映像、CMでも活動。
- 永見朱 - 愛川欽也主宰の劇団キンキン塾を経て、2010年より参加。
- 掛川初恵 - 悪役商会所属を経て、2010年より参加。
- 山下けいこ - 2011年より参加。
- 赤井ゆうこ - 2012年より参加。日本ナレーション演技研究所出身。

## 主な公演
劇団 TA2公演
- 2003年 - 「私は悪くない」TA2旗揚げ公演。於：新宿シアターモリエール
- 2004年 - 「8・12」1985年の日本航空123便墜落事故を題材にした代表作。2008年以降も再演。於：恵比寿エコー劇場
- 2004年 - 「Smile」於：武蔵野芸能劇場
- 2005年 - 「8・12 第二章 〜絆〜」前作の続編として上演された。於：シアターVアカサカ
- 2005年 - 「息娘（むすこ）の帰郷 〜約束〜」於：シアターVアカサカ
- 2006年 - 「The Audition! -ウエストサイズ物語-」於：恵比寿エコー劇場
- 2007年 - 「明日に向かって逃げろ!」於：恵比寿エコー劇場

劇団 裏長屋マンションズ 公演
- 2008年 - 劇団 裏長屋マンションズ お披露目公演「裏マン寄席 其の一」寄席形式で俳優による演芸を披露。座長の赤塚は長編の古典落語に挑戦した。於：シアター代官山
- 2008年 - 星槎笑い!感動!劇場「8・12 〜絆〜」於：生涯学習センター ラディアン（神奈川県二宮町）
- 2008年 - 劇団 裏長屋マンションズ本公演第1弾「8・12 〜絆〜」於：シアター代官山
- 2009年 - 劇団 裏長屋マンションズ本公演第2弾「二丁目の奇跡〜Miracle On The 2nd Street〜」於：シアター代官山
- 2009年 - 劇団 裏長屋マンションズ店子たちだけ公演「秘密の話園〜アダムとイヴのそこんとこ聞かせて〜」於：シアター代官山
- 2010年 - 劇団 裏長屋マンションズ本公演第3弾「病室より愛をこめて〜ベッドは何でも知っている〜」於：シアター代官山
- 2010年 - 劇団 裏長屋マンションズ 寄席公演「裏マン寄席 其の二〜また演ります〜」赤塚の古典落語の他、落語原作の芝居を上演。於：シアター代官山
- 2010年 - 星槎グループ×裏長屋マンションズPRESENTS公演「8・12 〜絆〜2010」於：星槎高尾ホール（旧 新制作座文化センター 東京都八王子市）
- 2011年 - 劇団裏長屋マンションズ寄席公演「裏マン寄席 其の三〜お待んたせいたしました〜」於：MAKOTOシアター銀座
- 2012年 - ザ・ベストスパロウズ公演『てら版・幕末純情伝』於：アトリエ・フォンテーヌ
- 2013年 - 劇団 裏長屋マンションズ本公演第4弾『さよならは言わない』於：シアター代官山
- 2014年 - 劇団 裏長屋マンションズ本公演第5弾『同居人』於：築地本願寺ブディストホール
- 2014年 - 劇団 裏長屋マンションズ 寄席公演「裏マン寄席 其の四in中目黒〜やっとその気になりました！〜」赤塚の古典落語の他、落語原作の芝居を上演。於：中目黒ウッディーシアター
- 2015年 - 劇団 裏長屋マンションズ本公演第6弾「8・12〜白球〜」1985年の日本航空123便墜落事故を題材にした「8・12」に、同事故で犠牲となった実在の元プロ野球選手を元にした新たなエピソードをもとに書き下ろされた新作。於：築地本願寺ブディストホール
- 2016年 - 劇団 裏長屋マンションズ本公演第7弾「帽子が飛んだのは風のせいじゃない」2007年の「あすに向かって逃げろ!」から新たなエピソードを加えて再構成。於：シアター代官山